# Collonge-Bellerive
Collonge-Bellerive – gmina (fr. commune; niem. Gemeinde) w Szwajcarii, w kantonie Genewa. Leży nad Jeziorem Genewskim.   

## Demografia
W Collonge-Bellerive mieszka 8 445 osób. W 2020 roku 28,5% populacji gminy stanowiły osoby urodzone poza Szwajcarią.

## Osoby

### związane z gminą
- Fahd ibn Abd al-Aziz Al Su’ud - król Arabii Saudyjskiej, posiadał tutaj pałac o powierzchni 17 tys. m²[2].

## Transport
Przez teren miasta przebiegają drogi główne nr 105 i nr 113.